# Storena eximia
Storena eximia là một loài nhện trong họ Zodariidae.
Loài này thuộc chi Storena. Storena eximia được Eugène Simon miêu tả năm 1908.